# Holzberg (Bischofsheim in der Rhön)
Holzberg ist ein Gemeindeteil der Stadt Bischofsheim in der Rhön im unterfränkischen Landkreis Rhön-Grabfeld in Bayern.

## Lage
Der Weiler liegt circa drei Kilometer nördlich von Bischofsheim und ist über die Staatsstraße 2288 zu erreichen.

## Baudenkmäler
- Jagdschloss Holzberg